# Juan Antonio de Lezica Aramburu
Juan Antonio de Lezica Aramburu fue un militar que participó de las Guerras civiles argentinas y de la Guerra de la Triple Alianza contra el Paraguay.

## Biografía
Juan Antonio de Lezica nació en Buenos Aires el 3 de septiembre de 1812, hijo del comerciante Ambrosio José de Lezica, destacado patriota y apoyo decidido de las operaciones de los agentes Andrés Arguibel y Tomás Antonio de Lezica, y de Rafaela de Aramburu Zabala.
Opositor al gobierno de Juan Manuel de Rosas, emigró a la ciudad de Montevideo y el 2 de junio de 1839 se incorporó con el grado de alférez a la Legión Libertadora de Juan Lavalle a las órdenes directas del coronel Ángel Salvadores. Intervino en las batallas de Yeruá, de Don Cristóbal y de Sauce Grande, así como de la ofensiva sobre Buenos Aires y del posterior repliegue hacia el norte. Participó en el asalto y ocupación de la ciudad de Santa Fe el 29 de septiembre de 1840 y, con el grado de teniente 2.º, de la batalla de Quebracho Herrado, librada el 28 de noviembre de ese año, donde fue tomado prisionero por Manuel Oribe.
Pudo retornar a Montevideo y en noviembre de 1843 fue designado por el general José María Paz sargento mayor de las fuerzas que enfrentaban a las tropas que al mando de Oribe habían salido victoriosas en la batalla de Arroyo Grande.
En 1846 fue promovido al grado de coronel. Tras el pronunciamiento de Justo José de Urquiza se incorporó al Ejército Grande y el 3 de febrero de 1852 participó en la batalla de Caseros formando en la División Oriental al mando de César Díaz. Caído Rosas, el 11 de abril de 1852 fue elegido diputado a Legislatura de Buenos Aires.
Participó de la revolución del 11 de septiembre de 1852 por la que se constituyó el Estado de Buenos Aires, separado de la Confederación Argentina. Cuando, a fines de 1852, las fuerzas de Hilario Lagos (al que se sumó Urquiza) sitiaron la ciudad, participó de su defensa al mando del batallón N° 2 de línea.
Volvió a ocupar su banca en la Legislatura bonaerense en el año 1858. Combatió en Pavón (17 de septiembre de 1861) y participó de las campañas contra el Chacho Peñaloza y Felipe Varela, y de la Guerra del Paraguay.
Falleció en Buenos Aires el 25 de junio de 1874.
Al menos dos calles han sido nombradas en su memoria: una en la localidad de San Justo en el partido de La Matanza (34°41′13″S 58°34′06″O / -34.6870127, -58.568415), y otra en el barrio porteño de Caballito.